# Guilherme Logullo
Guilherme Carvalho Logullo (São Paulo, 4 de abril de 1984) é um jornalista, ator, cantor, bailarino,  e produtor cultural brasileiro. Destacou-se por sua versatilidade artística, sendo reconhecido por interpretar e produzir o espetáculo musical Nelson Gonçalves, o Amor e o Tempo, que retrata a vida e a obra do icônico cantor Nelson Gonçalves, escrito por Gabriel Chalita em comemoração ao centenário do cantor. Além do teatro, ganhou destaque na televisão ao integrar o elenco da novela Rock Story da TV Globo, onde demonstrou seu talento em um papel de grande relevância na trama.

## Biografia
Guilherme nasceu em São Paulo, sendo descendente de portugueses e italianos. Passou a infância e parte da adolescência em São Bernardo do Campo. Único artista da família, desde cedo demonstrou interesse pelas artes.
Praticante do budismo de Nitiren Daishonin, desenvolve um trabalho voluntário como líder de jovens na organização não governamental BSGI - Brasil Soka Gakkai Internacional. A instituição tem como missão contribuir para a construção de uma sociedade pacífica baseada no humanismo, promovendo ações conscientes que desenvolvem o potencial inerente de todo ser humano.

## Carreira

### 1996–2005: Início no ballet e nos musicais
Guilherme iniciou sua carreira artística aos 11 anos por meio do ballet, após ser inspirado por um festival de dança que assistiu com sua tia. No mesmo ano, começou a trabalhar como bailarino do cantor mirim Udo, participando de programas de televisão, como o do apresentador Raul Gil. Aos 12 anos, deixou o emprego de office-boy para atuar como palhaço em festas infantis e eventos em portas de lojas da cidade.
Seu primeiro grande trabalho profissional foi com a dupla Sandy e Junior na turnê e gravação do DVD "Quatro Estações: O Show", dirigido por Flavia Moraes. Em 2001, participou de um dos maiores shows da dupla no Rock in Rio, se apresentando para uma plateia de mais de 250 mil pessoas. Ainda em 2001, integrou o DVD e a turnê do cantor Daniel em sua carreira solo com o show "Ao Vivo", gravado no Olympia, em São Paulo.
Em 2002, ingressou no Grupo XPTO, uma renomada companhia de teatro, participando das produções Estação Cubo, A Tempestade de William Shakespeare, com tradução de Marcelo Rubens Paiva e direção de Oswaldo Gabrielli, atuando ao lado de Sérgio Mamberti. Em 2003, participou da peça Utopia – Terra de Dragões, também sob a direção de Gabrielli.
O ano de 2003 marcou o início de sua trajetória no teatro musical, ao integrar o elenco do musical da Broadway A Bela e a Fera, no Teatro Abril, entrando após seis meses da estreia para substituir um dos integrantes do ensemble. Em 2004, foi convidado a integrar o elenco do musical Chicago, interpretando Harris, o dançarino do colchão.
Posteriormente, integrou o elenco de entretenimento do navio R5 da companhia de cruzeiros Pullmantur Cruises, realizando apresentações no Mar Mediterrâneo e no Mar Báltico. Durante esse período, teve a oportunidade de conhecer diversos países, incluindo Espanha, Itália, Reino Unido, Rússia e Dinamarca.

### 2006–2011: Estudos em Londres e carreira internacional
Em 2006, Guilherme conquistou uma bolsa de estudos para o London Studio Centre, onde se especializou em teatro musical. Durante sua estadia na Inglaterra, integrou o elenco de produções renomadas no Royal Opera House, atuando em óperas icônicas como "La Traviata" e "Tosca", esta última registrada em um DVD de repercussão internacional. Com "La Traviata", realizou uma turnê pelo Japão, apresentando-se em cidades como Tóquio e Yokohama.
No cenário do teatro musical, participou do espetáculo off West End "Frank's Closet", encenado no Hoxton Hall. Paralelamente, trabalhou em diversas campanhas publicitárias e fez participações em programas de televisão britânicos, como "Britain's Got Talent". Seu trabalho de maior projeção internacional foi no videoclipe da cantora galesa Duffy, para a canção "Well, Well, Well".

### 2012–presente: Início na TV, podcast e reconhecimento
De volta ao Brasil em 2012, integrou o elenco do musical da Broadway Priscilla, a Rainha do Deserto, no Teatro Bradesco, em São Paulo. Em 2013, mudou-se para o Rio de Janeiro para atuar no musical "Como Vencer na Vida sem Fazer Força", dirigido por Charles Möeller, ao lado de Luiz Fernando Guimarães e Gregório Duvivier, no Teatro Casa Grande.
Em 2015, estreou na televisão interpretando o fotógrafo Caio Brandão na novela Babilônia, contracenando com Camila Pitanga. Inicialmente previsto para uma breve participação, seu personagem ganhou destaque e permaneceu até o final da trama. No ano seguinte, participou da novela Rock Story como Miro, da dupla "Miro e Nina", ao lado da atriz Fabi Bang.
Em 2018, interpretou o dramaturgo Paulo Pontes, marido de Bibi Ferreira, no musical Bibi, Uma Vida em Musical. Sua atuação foi elogiada pela sensibilidade e profundidade. No mesmo ano, integrou o elenco do musical "Pippin", interpretando Lewis ao lado de Adriana Garambone.
Em 2019, produziu e protagonizou Nelson Gonçalves, o Amor e o Tempo ao lado de Jullie, escrito por Gabriel Chalita e dirigido por Tania Nardini, em homenagem ao centenário do cantor Nelson Gonçalves.
Em 2020, apresentou e produziu o podcast e videocast "Eu Ator", promovendo conversas sobre os desafios da profissão artística com convidados como Tony Ramos, Arlete Salles e Vera Holtz. O programa está disponível em plataformas como Spotify, Apple Podcasts e YouTube.
Em 2021, atuou como jurado do prêmio "QualiCult", o primeiro edital cultural da Qualicorp, ao lado de personalidades como Leci Brandão, Lucinha Lins e Tânia Alves, premiando artistas de todo o Brasil nas categorias Teatro, Música e Dança.
Em 2022, após a pandemia, Guilherme Logullo retornou aos palcos com destaque em três grandes produções: integrou o elenco de Copacabana Place - O Musical, deu vida ao personagem Bernardo em West Side Story e protagonizou a turnê nacional de Barnum - O Rei do Show.
Desde 2023, Guilherme Logullo tem se dedicado à sua carreira como diretor, assumindo a direção associada de Elis, A Musical ao lado de Dennis Carvalho e comandando o programa Arena dos Saberes, exibido pela TV Cultura em parceria com o Sesc RJ.
Em 2025, Guilherme Logullo estreia seu primeiro solo teatral, PA!, uma obra profundamente íntima e autobiográfica que lança luz sobre os abusos sofridos por suas figuras paternas na infância. Descrito pela crítica como um ato de coragem e entrega, o espetáculo se constrói na fronteira entre a dor e a arte, onde o ator se despe emocionalmente em cena, transformando sua própria história em um manifesto de resistência e cura. A estreia aconteceu no dia 6 de maio, na Sala Multiuso do SESC Copacabana, no Rio de Janeiro, e atualmente segue em temporada no Teatro Sérgio Cardoso, em São Paulo, na Sala Paschoal Carlos Magno.

## Filmografia

### Televisão / Streaming
| Ano     | Título                        | Personagem       | Notas                                |
| ------- | ----------------------------- | ---------------- | ------------------------------------ |
| 2002    | Pequena Travessa              | Rubens           | Capítulos: 1, 2 e 3                  |
| 2013    | Zorra Total                   | Artur            | Participação                         |
| 2015    | Babilônia                     | Caio Brandão     | [ 21 ]                               |
| 2015    | Os Suburbanos                 | James            | Episódio: "Cada Mergulho é um Flash" |
| 2016-17 | Rock Story                    | Miro             | [ 22 ]                               |
| 2020    | Homens?                       | Spermon          | Episódio 1                           |
| 2022    | O Coro: Sucesso, Aqui Vou Eu' | Joaquim          | Temporada 1 Ep. 1 e 3                |
| 2025    | Vale Tudo                     | Porfessor Hípica | Capítulo 8                           |

### Cinema
| Ano  | Título          | Papel  | Notas          |
| ---- | --------------- | ------ | -------------- |
| 2011 | Apollo & Daphne | Apollo | Curta-metragem |

### Videoclipe
| Ano  | Canção           | Artista | Personagem |
| ---- | ---------------- | ------- | ---------- |
| 2010 | Well, Well, Well | Duffy   | Namorado   |

### Internet
| Ano     | Título             | Personagem   | Nota              |
| ------- | ------------------ | ------------ | ----------------- |
| 2015-18 | Red                | Mathias      | 6 episódios       |
| 2020    | Sobre o Isolamento | Pedro        | Youtube           |
| 2020-21 | Eu Ator            | Apresentador | Podcast/Videocast |

## Teatro

### Como ator
| Ano     | Título                              | Personagem             | Nota                   |
| ------- | ----------------------------------- | ---------------------- | ---------------------- |
| 2002    | A Tempestade                        | Elfo                   |                        |
| 2002    | Estação Cubo                        | Vários Personagens     | [ 29 ]                 |
| 2003    | Utopia Terra de Dragões             | Clown                  | [ 30 ]                 |
| 2003    | A Bela e a Fera                     | Ensemble               |                        |
| 2004    | Chicago                             | Harris                 |                        |
| 2008    | West Side Story                     | A-Rab                  | [ 31 ]                 |
| 2009    | Frank's Closet                      | Ensemble               | Londres - UK           |
| 2012    | Priscilla: a Rainha do Deserto      | Ensemble               | [ 32 ]                 |
| 2013    | Como Vencer na Vida sem Fazer Força | Tackberry              | [ 33 ]                 |
| 2013–15 | Elis, A Musical                     | Pierre Barouh/Ensemble | [ 34 ]                 |
| 2015    | Kiss Me, Kate                       | Bill Calhoun/Lucentio  | [ 35 ]                 |
| 2016    | Garota de Ipanema, O Amor é Bossa   | Tom Jobim              | [ 36 ]                 |
| 2018    | Bibi, uma vida em musical           | Paulo Pontes           | [ 37 ]                 |
| 2018    | Pippin                              | Lewis                  | [ 38 ]                 |
| 2019-21 | Nelson Gonçalves, o amor e o tempo  | Nelson Gonçalves       | Idealizador e produtor |
| 2021    | (In) Confessáveis                   | Vários                 | Online                 |
| 2022    | Copacabana Palace, o musical        | Eduardo Guinle         | [ 41 ]                 |
| 2022    | West Side Story                     | Bernardo               | [ 42 ]                 |
| 2022    | Barnum, o Rei do Show               | Barnum                 | Turnê Nacional         |
| 2023    | Kiss Me, Kate                       | Bill Calhoun/Lucentio  | [ 45 ] [ 46 ]          |
| 2024    | Sonhos, Lama e Rock and Roll        | Luiz                   | Rock in Rio            |
| 2025    | PA!                                 | Guilherme              | Idealizador e produtor |

## Produtor
| Ano  | Título                             | Nota          |
| ---- | ---------------------------------- | ------------- |
| 2019 | Nelson Gonçalves, o amor e o tempo | [ 50 ]        |
| 2023 | Entre Franciscos, o Santo e o Papa | [ 51 ] [ 52 ] |

## Diretor
| Ano       | Título            | Nota              |
| --------- | ----------------- | ----------------- |
| 2023–2024 | Elis, A Musical   | Diretor Associado |
| 2024–2025 | Arena dos Saberes | [ 54 ] [ 55 ]     |

## Discografia

### Banda
| Título             | Ano  | Álbum                  |
| ------------------ | ---- | ---------------------- |
| Salvadores Dali    | 2019 | Salvadores Dali        |
| Nos Passos de Noel | 2020 | Ep. Nos Passos de Noel |

## Prêmios e indicações
Como Produtor
| Ano  | Prêmio               | Categoria                 | Trabalho                           | Resultado | Notas         |
| ---- | -------------------- | ------------------------- | ---------------------------------- | --------- | ------------- |
| 2019 | Prêmio Bibi Ferreira | Melhor Musical Brasileiro | Nelson Gonçalves, o amor e o tempo | Indicado  | [ 63 ] [ 64 ] |